# Golfcentrum Amsteldijk
Golfcentrum Amsteldijk is een golfcomplex aan de Amstel in de Nederlandse gemeente Amstelveen.

## Geschiedenis
Amsteldijk werd in 2011 geopend. De golfbanen werden ontworpen door Alan Rijks. De 9-holes golfbaan werd in voorjaar van 2012 geopend en streeft naar de A-status van de Nederlandse Golf Federatie.
Op 21 december 2011 won Amsteldijk de Golf Award voor de beste golfbaan van Nederland, in Huis ter Duin tijdens de Golf Awards uitgereikt door de Vereniging van Golfbaaneigenaren.